# ژو یی‌ران
ژو هائوران (چینی: 周浩然; پین‌یین: Zhōu Hàorán؛ زادهٔ ۲۲ نوامبر ۲۰۰۰) همچنین با نام هنری ژو یی‌ران (چینی: 周翊然) یا فانگ شیانگ‌روی (چینی: 方翔銳) نیز شناخته می‌شود، بازیگر و خواننده اهل چین است. او بیشتر به خاطر ایفای نقش در مجموعه تلویزیونی وقتی به سویت پرواز می‌کنم (۲۰۲۳) شناخته می‌شود.

## تبلیغات
در سپتامبر ۲۰۲۳، ژو به عنوان سفیر برند لوکس زیبایی The Whoo (The History of Whoo) انتخاب شد. در دسامبر ۲۰۲۳، ژو در کمپین مجموعه سال نو چینی ۲۰۲۴ برند گوچی با عنوان «سال اژدها» در کنار تیان شی‌وی حضور یافت. در ۱ فوریه ۲۰۲۴، برند لوکس ایتالیایی بولگاری رسماً اعلام کرد که ژو به عنوان سفیر برند عطرها و ادکلن‌های بولگاری معرفی شده است. در ۲۲ آوریل ۲۰۲۴، برند لوکس فرانسوی گرلن اعلام کرد که ژو به عنوان سفیر مراقبت از پوست این برند منصوب شده است.

## فیلم‌شناسی

### فیلم
| سال  | عنوان      | عنوان چینی   | نقش     | منابع |
| ---- | ---------- | ------------ | ------- | ----- |
| ۲۰۱۸ | برو برادر! | 快把我哥帶走 | Wan Sui | [ ۹ ] |

### مجموعه تلویزیونی
| سال  | عنوان                    | عنوان چینی         | نقش          | منابع  |
| ---- | ------------------------ | ------------------ | ------------ | ------ |
| ۲۰۲۰ | افسانه جین یان           | 凤归四时歌         | ژونگ لی      | [ ۱۰ ] |
| ۲۰۲۰ | بوم! بوم!                | 拳拳四重奏         | شیائو چیان‌یه | [ ۱۱ ] |
| ۲۰۲۰ | شروع بیست سالگی          | 二十不惑           | یین شانگ     |        |
| ۲۰۲۱ | عاشق لبخندت شدم          | 你微笑時很美       | آی جیا       | [ ۱۲ ] |
| ۲۰۲۱ | لطفاً همکلاسی             | 拜託了班長         | یه جینگ‌شی    |        |
| ۲۰۲۱ | پیوند                    | 喬家的兒女         | چیائو چی‌چی   | [ ۱۳ ] |
| ۲۰۲۱ | کمی حال برای عشق         | 小敏家             | جین جیاجون   | [ ۱۴ ] |
| ۲۰۲۱ | شیرین‌ترین راز            | 你是我最甜蜜的心事 | لین ران      | [ ۱۵ ] |
| ۲۰۲۲ | شروع بیست سالگی ۲        | 二十不惑           | یین شانگ     |        |
| ۲۰۲۲ | شب زمستانی               | 在你的冬夜里闪耀   | مو زی‌شی      |        |
| ۲۰۲۳ | وقتی به سویت پرواز می‌کنم | 當我飛奔向你       | ژانگ لو رانگ | [ ۱۶ ] |
| ۲۰۲۳ | تو خواستهٔ من هستی        | 白日夢我           | شن جوان      |        |
| ۲۰۲۳ | افسانه ژو هوا            | 灼灼風流           | ولیعهد لیوچن |        |